# Beige Box
Pour les articles homonymes, voir Beige (homonymie).
 (décembre 2022).
Si vous disposez d'ouvrages ou d'articles de référence ou si vous connaissez des sites web de qualité traitant du thème abordé ici, merci de compléter l'article en donnant les références utiles à sa vérifiabilité et en les liant à la section « Notes et références ».
 (décembre 2022).

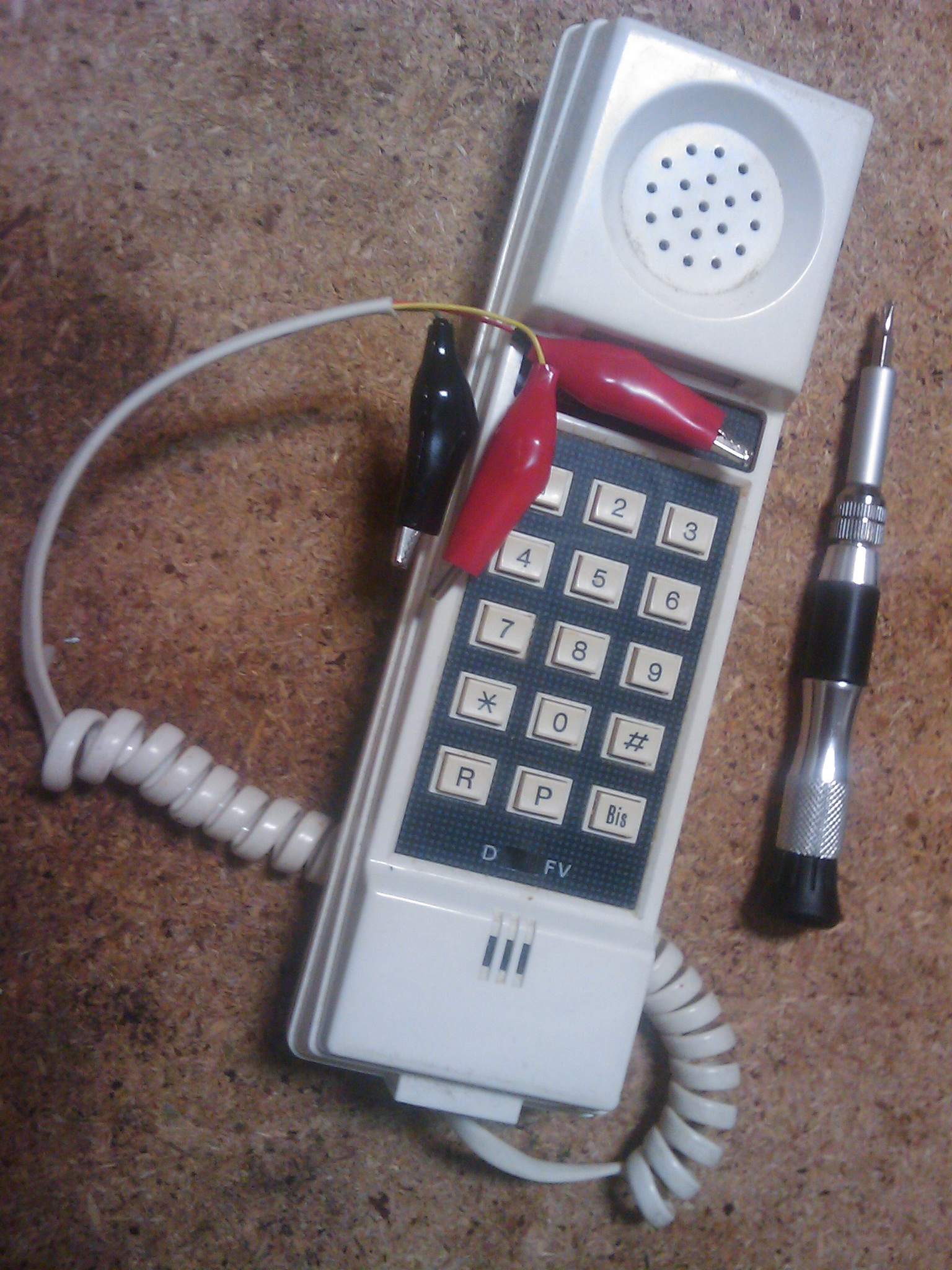
Photographie d'une beige box.

La Beige Box est une technique de fraude aux télécommunications consistant en un branchement sauvage d'un téléphone à une ligne téléphonique quelconque.